# Šimljana
Pour les articles homonymes, voir Šimljana.
Šimljana est une localité croate de la municipalité de Berek située dans le comitat de Bjelovar-Bilogora.  Le village compte 71 habitants en 2021